# Shaar HaGilgulim
Sha'ar ha Gilgulim (Portal das Reencarnações, שער הגלגולים) é um trabalho cabalístico sobre Gilgul, o conceito de reencarnação reunido pelo Rabi Hayyim Vital, que registrou os ensinos de seu mestre no século XVI.

## Autores
Baseada principalmente no Zohar (זהר) ("Esplendor") ("Esplendor"), na seção Mishpatim (מִּשְׁפָּטִים "leis"), onde as gilgulim são discutidas, ela também se apoia fortemente nos ensinamentos do proeminente rabino cabalista Isaac Luria (1534-1572), outrora conhecido como o "Arizal". O livro foi composto pelo principal discípulo do Arizal, o rabino Hayyim (ou Chaim) Vital, e emendado por seu filho, o rabino Shmuel Vital, como uma seção ou "porta", do texto cabalístico primário Etz Hayim, (עץ חיים, "Árvore [da] Vida").

## Conteúdo
Além de traçar princípios de retificação pessoal ou Tikun e reencarnação, este trabalho descreve as raízes espirituais de muitos dos grandes estudiosos da Torá do passado. Além disso, muitas vezes fornece informações sobre o futuro em termos de previsão de desafios a serem esperados ao longo da história judaica e particularmente no  "Fim dos Tempos".